# Modalstunnel
Der Modalstunnel ist ein einröhriger Straßentunnel zwischen Mo in der Kommune Modalen und Setsteinelvi im Eksingedal der Kommune Vaksdal der Provinz Vestland. Der Tunnel im Verlauf des Fylkesvei 569 ist 3451 m lang. Er hat zwei schmale, stellenweise holperige Fahrspuren ohne Mittellinie (Stand 2013). Wie bei vielen norwegischen Straßentunneln gibt es bei bestimmten Witterungsbedingungen Schwierigkeiten mit beschlagenen Fahrzeugscheiben (Taupunkt).